# Ángel Fernández Santos (director de cine)
Ángel Fernández Santos es director, guionista y productor cinematográfico.

## Biografía
Ángel Fernández Santos, nació en la provincia de León (España) a finales de la década de los sesenta. Es director, guionista y productor cinematográfico español. Fundador de la productora cinematográfica El Desierto Producciones, es académico numerario de la Academia de las Artes y las Ciencias Cinematográficas de España, miembro de honor de la Plataforma de Nuevos Realizadores (PNR), miembro de la Sociedad General de Autores de España (SGAE) y miembro socio de la Entidad de Gestión de Derechos de los Productores Audiovisuales (EGEDA).

## Filmografía cinematográfica
- 2004. Catarsis. Largometraje de Ficción Experimental. Con: Chusa Barbero, Daniel Freire, Laura Domínguez, Josep Linuesa, Amaia Lizarralde, Alberto Vázquez.
- 1997. Hazlo por mí. Largometraje de Ficción. Con: Cayetana Guillén Cuervo, Carlos Hipólito, Nacho Novo, Eulalia Ramón.
- 1992. Memoria en la piel.Cortometraje de Ficción.
- 1989. Ataxia. Cortometraje de Ficción Experimental.
- 1988. Entre comillas. Cortometraje de Ficción.

## Premios como director y productor
- Catarsis. Gran premio del público 14 Semana de Cine Experimental de Madrid. España.[3]
- Hazlo por mí. Premio mejor director revelación. 27 Semana Internacional de Cine Naval y del Mar. Cartagena (Murcia, España).
- Memoria en la Piel:
  - Mejor Película. Primer Premio de la Semana de cine de Carabanchel de 1992.
  - Mejor Película. Premio Extraordinario del Festival Internacional de Cine independiente de Elche de 1992.[4]